# Ulica Zagnańska w Kielcach

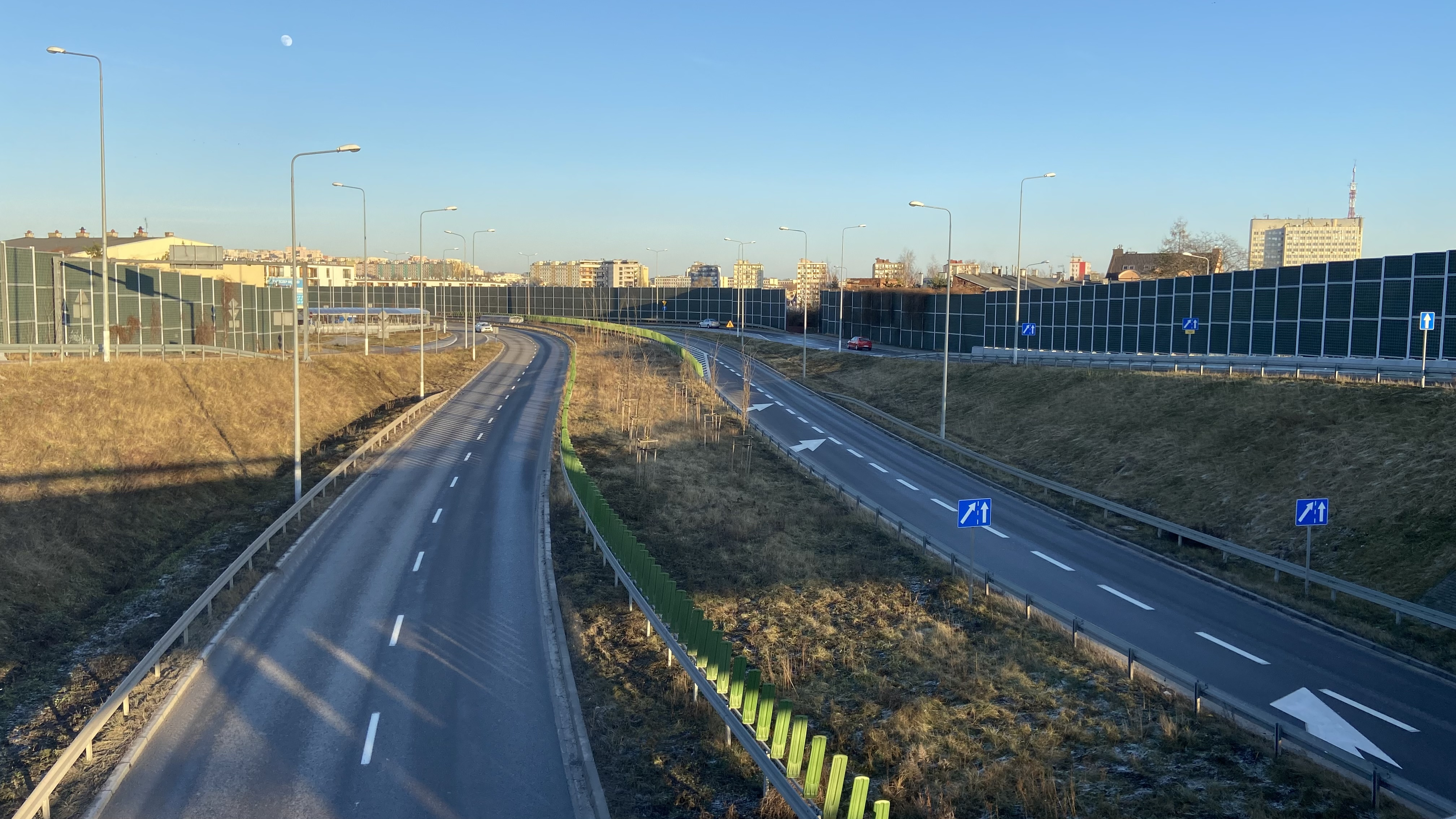
Południowy kraniec ulicy Zagnańskiej - węzeł Kielce-Żelazna

Ulica Zagnańska – jedna z ulic w Kielcach. Na odcinku od ulicy 1 Maja do ulicy Witosa (wcześniej na odcinku od 1 Maja do Łódzkiej) jest fragmentem drogi wojewódzkiej nr 762. Pozostały odcinek (od skrzyżowania z ul. Witosa do granicy miasta) posiada kategorię drogi powiatowej.
Jest główną ulicą dzielnicy przemysłowej Piaski.

## Przebieg
Ulica zaczyna się na Węźle Żelazna skrzyżowaniem z ulicami 1 Maja i Przemysława Gosiewskiego. Później krzyżuje się z ulicami Stolarską, Stefana Okrzei, Łódzką i Jesionową, Wincentego Witosa i Kornela Morawieckiego, Peryferyjną oraz Stare Sieje. Kończy się na granicy miasta z gminą Masłów.
Równolegle do głównej trasy od Węzła Żelazna w kierunku północnym biegnie "stara" ulica Zagnańska, która krzyżuje się z ulicami Jasną, Stolarską i Krzywą. Kończy się ona pomiędzy skrzyżowaniem z ul. Krzywą a skrzyżowaniem "głównej" ul. Zagnańskiej z ul. Okrzei
Na skrzyżowaniu z ulicami Łódzką i Jesionową (DK74), która w przyszłości nosić będzie nazwę Węzeł Kielce Skrzetle, do 31 grudnia 2022 roku kończyła się droga wojewódzka nr 762 biegnąca od Małogoszcza. Od 1 stycznia 2023 roku droga wojewódzka biegnie do skrzyżowania z ul. Witosa.

## Historia
Przez długi okres istnienia tejże drogi miała ona nazwę Zagnańskiej (czy wcześniej Zagdańskiej), co wynikało z tego, iż prowadziła i prowadzi nadal na Zagnańsk. Po zachodniej stronie między ulicami ob. 1 Maja i Łódzką zaczynała się strefa przemysłowa, natomiast po stronie wschodniej zabudowa mieszkalna, początkowo luźna, jednak wraz z czasem coraz bardziej zagęszczająca się. Po II wojnie światowej obszar przemysłowy rozrósł się w kierunku Zagnańska głównie po zachodniej części, który zakończony został wybudowanym w latach 70. XX wieku na granicy Kielc Aresztem Śledczym. Po wschodniej zaś powstał m.in. Zalew Kielecki (lata 50. XX wieku) czy cmentarz na Piaskach. 
Przez jakiś czas ulica Zagnańska nosiła nazwę Starozagnańskiej. Było to spowodowane nazwaniem nowej ulicy w okolicy Nowozagnańską. Kiedy jednak Nowozagnańska została zmieniona na obecną nazwę Okrzei, Starozagnańska powróciła do nazwy Zagnańska.
W 1950 roku ulica otrzymała nazwę ul. Feliksa Dzierżyńskiego. Do obecnej nazwy powrócono po 40 latach.

## Przebudowy ulicy Zagnańskiej
W połowie listopada 2013 roku zakończone zostały jedne z największych prac w historii miasta. Oddano m.in. dwujezdniową 1 Maja, Węzeł Żelazna, dwujezdniową P. Gosiewskiego, dwujezdniową Zagnańską (na odcinku od 1 Maja do DK74) oraz rondo im. Gustawa Herlinga-Grudzińskiego. Pozwoliło to na połączenie DK74 (ul. Łódzka i Jesionowa) z DW762 (ul. Żelazna, Armii Krajowej oraz Krakowska). Całkowita wartość inwestycji przekroczyła 200 mln zł.
W 2018 roku rozpoczęła się budowa przedłużenia ul. K. Olszewskiego (ob. K. Morawieckiego) do skrzyżowania ulic Zagnańskiej i Witosa. W ramach tej inwestycji wybudowano m.in. wiaduktu nad linią kolejową nr 8.
Na początku czerwca 2019 roku ruszyła jedna z największych inwestycji w Kielcach w ostatnich latach – przebudowa ulic Zagnańskiej i W. Witosa. Ulica Zagnańska od skrzyżowania z DK74 do ul. Witosa stała się dwujezdniowa. Wybudowane zostały drogi zbiorcze oraz niewielkie rondo. Koszt, wraz z przebudową ul. Witosa, części ulic Warszawskiej i Radomskiej oraz wybudowaniem ul. Nowoszybowcowej (łącznie 5,7 km dróg wybudowanych i wyremontowanych), wyniósł ponad 133 mln zł. Pierwotnie cała inwestycja miała zostać oddana do użytku w lipcu 2021 roku, jednak wykonawca wystąpił do Miejskiego Zarządu Dróg o przedłużenie przesunięcie terminu zakończenia inwestycji o trzy miesiące, czyli do października 2021 roku. Ostatecznie, inwestycja zakończona została 21 października 2021 roku (choć drobne poprawki zostały poprawianie jeszcze przez kilka kolejnych dni). Remont ten pozwoli na przedłużenie drogi wojewódzkiej nr 762 do skrzyżowania DK73 z DW745.
Na początku stycznia 2021 roku został ogłoszony przetarg na przebudowę ul. Zagnańskiej od ul. Witosa do granicy miasta. Pierwotnie remont miał ruszyć w czerwcu 2021 roku, jednak w związku z zaskarżeniem wyniku przetargu, termin rozpoczęcia remontu planowany jest na wrzesień. Ostatecznie, prace rozpoczęły się 3 listopada 2021 roku. Ulica na tym odcinku ma być jednojezdniowa. W ramach inwestycji wybudowana została pętla autobusowa przy Areszcie Śledczym, 6 zatok autobusowych, dodatkowy pas wielofunkcyjny na środku drogi oraz ścieżki rowerowe. Ostatecznie inwestycja została zakończona 28 grudnia 2022 roku.
3 marca ogłoszono przetarg na przebudowę kieleckiego fragmentu drogi krajowej nr 74 do parametrów drogi ekspresowej (S74). Brane pod uwagę były 3 warianty: "mur", "tunel" i "2 tunele", w których (w zależności od wariantu) przewidziane były 2 lub 1 węzeł. Jeden z nich ma się znajdować w miejscu obecnego skrzyżowania ulic Łódzkiej i Hubalczyków. Drugi (tylko w wariancie "mur" oraz "2 tunele") w miejscu obecnego skrzyżowania ulic Łódzkiej, Zagnańskiej i Jesionowej. Ostatecznie wybrano wariant "2 tunele". Ogłoszenie przetargu planowane było przed końcem 2021 roku, jednak ostatecznie ogłoszony został dopiero w 2022 roku. Skrzyżowanie ulic Zagnańskiej, Łódzkiej i Jesionowej będzie tym samym jednym z trzech (obok węzła Kielce-Bocianek i planowanego węzła Kielce-Hubalczyków) możliwych wjazdów na drogę ekspresową, która ma planowo przebiegać przez Kielce. Umowa na realizację tego odcinka o długości 5,5 km została podpisana 24 stycznia 2023 roku. Zwycięzcą okazało się Przedsiębiorstwo Usług Technicznych „INTERCOR" Sp. z o.o. Koszt inwestycji to 713,4 mln zł.

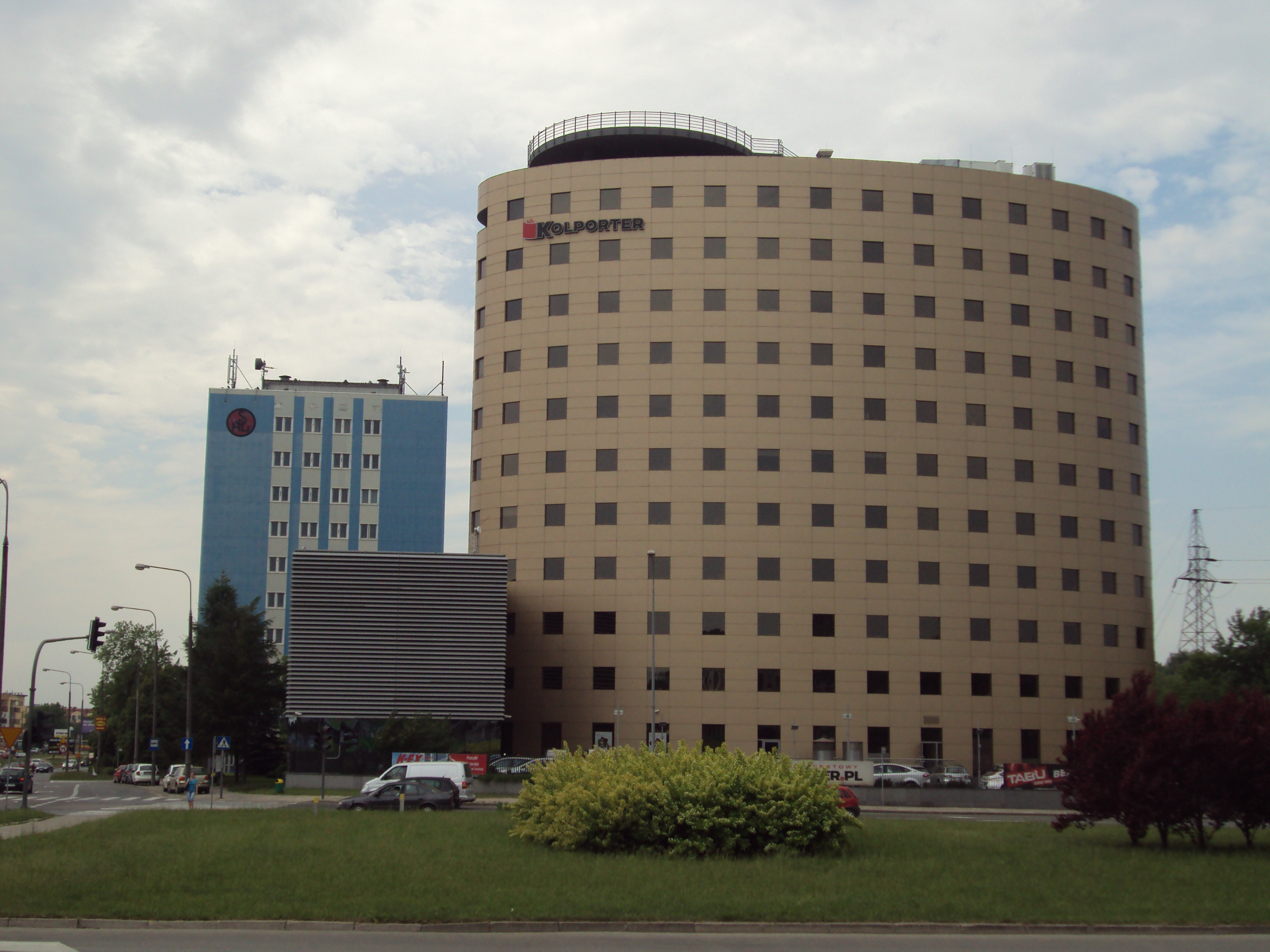
Siedziba Kolportera, znajdująca się przy skrzyżowaniu ulic Zagnańskiej i Łódzkiej

## Ważniejsze obiekty przy ulicy Zagnańskiej
- 2 placówki medyczne (jedna na Głęboczce, druga na Piaskach)[25][26]
- siedziba Kolportera, największego dystrybutora prasy w Polsce
- korty tenisowe KS Tęcza[27]
- cmentarz na Piaskach[28]
- Areszt Śledczy[29]

## Komunikacja miejska
Na ulicy Zagnańskiej znajduje się 16 przystanków obsługiwanych przez 18 linii (4, 5, 7, 9, 12, 23, 32, 33, 34, 36, 44, 50, 51, 53, 54, 112, 114 i N2).
Ponadto, przy ul. Zagnańskiej znajduje się pętla (Areszt Śledczy, d. Zagnańska Areszt), która zostanie wyremontowana wraz z północnym odcinkiem ulicy. Na pętli swoje kursy kończą linie 23 i 36.